# Шпренгер, Чарльз
Чарльз Шпренгер (англ. Sharles David Sprenger;) — экономист, профессор экономики Калифорнийского технологического института. Бывший доцент кафедры экономики Стэнфордского университета, бывший профессор Калифорнийского университета. Сфера его интересов включает поведенческую и экспериментальную экономику. В своих работах он использует полевые эксперименты для исследования локальных и глобальных тем: предпочтений в условиях экономического риска, связи межвременного выбора и экономического поведения, предпочтений с точками отсчета.

## Биография
В 2002 году Чарльз Шпренгер получил степень бакалавра в Стэнфордском университете. В 2005 году он закончил Университетский колледж Лондона со степенью магистра наук. В 2011 году Чарльз стал доктором экономических наук, закончив Калифорнийский университет.
С 2011 года Чарльз начал педагогическую деятельность в Стэнфорде и занимал должность доцента до 2014 года. В 2015 году начал преподавать в Калифорнийском университете на Факультете Экономики и в Школе Менеджмента Рэди, занимая должность доцента (2015—2019), а затем должность профессора (2019—2020). С 2020 года Чарльз занимает должность профессора экономики в Калифорнийском технологическом институте.

## Основные исследования
Основные исследования Чарльза Шпренгера о временных предпочтениях включают в себя следующие выводы:
В области финансов:
- Люди, которые не склонны к дисконтированию и действуют согласно нынешним предпочтениям, имеют высокий процент невозврата по кредитам и плохую кредитную историю[3].
- Результаты полевого исследования показывают, что, даже контролируя образование и предшествующие финансовые знания, временные предпочтения влияют на поиск новой информации и планирование, которое также связано с финансовой грамотностью. Чем меньше людей заботит будущее, тем меньше вероятность того, что они решат приобрести консультацию по личным финансам и кредитам. Люди, которые предпочитают приобретать личную финансовую консультацию, вероятно, больше заботятся о будущем, чем те, кто решил не приобретать. Результаты могут быть истолкованы как то, что неучастники больше недооценивают преимущества финансовой грамотности[4].
- Усилия по улучшению финансовых решений с помощью образовательных программы вряд ли дойдут до людей, которые больше всего нуждаются в помощи. Однако, делая финансовое образование обязательным, есть риск как раздражать ответственных потребителей, так и оказывать незначительное влияние на людей, которые проигнорировали бы программу, если бы она была добровольной[5].

В области раннего развития:
Временные предпочтения были связаны с целым рядом жизненных обстоятельств, однако мало что известно об их раннем развитии. Авторы провели полевой эксперимент, чтобы выявить временные предпочтения почти 1000 детей в возрасте от 3 до 12 лет, которые принимают несколько межвременных решений. Результаты показывают, что временные предпочтения существенно эволюционируют в течение этого периода, причем младшие дети проявляют больше нетерпения, чем старшие. 

Существует также сильная связь с расой: афроамериканские дети, по сравнению с европейскими или латиноамериканскими детьми, более нетерпеливы. Интересно, что родители афроамериканских детей также гораздо более нетерпеливы, чем родители европейских и испаноязычных детей. Таким образом, этот эффект усиливается с возрастом.
В области питания и социальной политики:
При выборе продуктов питания около 40 % участников имеют значительное несоответствие между предварительным и немедленным спросом. По сравнению с предварительным выбором, непосредственный выбор уменьшает количество выбранных фруктов и овощей и увеличивает калорийность и жирность. Кроме того, люди с большими проблемами самоконтроля менее склонны осознавать это и могут быть недостаточно осведомлены, чтобы требовать инструментов контроля. Интересно, что участники, имеющие спрос на инструменты контроля, принимают более здоровые предварительные решения, даже когда сам он отсутствует. Эти данные свидетельствуют о том, что те, чье поведение (и благосостояние) будет в наибольшей степени зависеть от контроля, могут с наименьшей вероятностью принять его.
Тем не менее, целенаправленная политика обязательного предварительного выбора позволила бы увеличить здоровый выбор.
Вклад в теорию:
В 2020 году вышла статья в реферируемом научном журнале «Эконометрика», которая предлагает новый взгляд на ведущую поведенческую теорию принятия решений в условиях неопределенности и риска- Кумулятивную Теорию перспектив (Cumulative prospect theory). Кумулятивная Теория перспектив избегает нарушений доминирования, подразумеваемых в Теории Перспектив (Prospect theory), предполагая, что вес вероятности, применяемый к данному результату, зависит от его ранжирования. Исследователи измеряли изменения относительных вероятностных весов в результате изменения рангов выплат. Авторы не находят никаких свидетельств того, что эти веса даже слабо чувствительны к рангам.

## Награды, гранты, стипендии
За свои достижения был неоднократно награждён:
- UCL Graduate Open Scholar (2005) — стипендия Университетского колледжа Лондона
- UCSD Regents Scholar (2007) — престижная стипендия за академические достижения, присуждаемая студентам бакалавриата Калифорнийского университета[9].
- UCSD Economics Graduate Teaching Assistant Award (2008) — премия Калифорнийского университета за выдающиеся достижения аспиранта-выпускника в преподавании.
- UCSD Economics Graduate Summer Research Award (2008—2010) — летняя исследовательская стипендия студентам Калифорнийского университета.
- UCSD Economics Granger Prize (2010) — премия Грейнджера студентам Калифорнийского университета[10].
- National Science Foundation Dissertation Improvement Grant #SES-1024683, "Uncertainty Equivalents, " (PI: Andreoni, Co-PI: Sprenger) $20,000 (2010)[11] — премия Национального научного фонда США в размере 20,000$
- National Science Foundation Grant #SES-1145911, «The Impact of Trauma on Economic Preferences» (PIs: Andreoni, Berman, Sprenger) $101,000 (2011) — грант Национального научного фонда США в размере 101,000$
- Distinguished CESIfo Affiliate (Behavioral Economics) (2012) — почетная партнерская премия CESifo[12], направленная на поощрение талантливых молодых ученых, присуждается лучшей статье «An Endowment Effect for Risk: Experimental Tests of Stochastic Reference Points».
- Sloan Foundation Fellowship (2016—2018) — исследовательская стипендия Слоуна, присуждённая Фондом Альфреда П. Слоуна для «оказания поддержки и признания начинающим ученым и ученым».[13]